# Nora Jenčušová
Nora Jenčušová (14 aprile 2002) è una ciclista su strada e pistard slovacca che corre per il team BePink, pluri-campionessa nazionale Elite su strada.

## Palmarès

### Strada
- 2019 (Juniores)

Campionati slovacchi, Prova a cronometro Junior
Campionati slovacchi, Prova in linea Junior
- 2020 (Juniores)

Campionati slovacchi, Prova a cronometro Junior
- 2021 (BePink, una vittoria)

Campionati slovacchi, Prova a cronometro Elite
- 2022 (BePink, due vittorie)

Campionati slovacchi, Prova a cronometro Elite
Campionati slovacchi, Prova in linea Elite
- 2023 (BePink, cinque vittorie)

Regiónom Nitrianskeho Kraja (Tajná, cronometro)
Campionati slovacchi, Prova a cronometro Elite
Campionati slovacchi, Prova in linea Elite
Campionati slovacchi, Prova a cronometro Under-23
Campionati slovacchi, Prova in linea Under-23
- 2024 (Bepink - Bongioanni, due vittorie)

Campionati slovacchi, Prova a cronometro Elite
Campionati slovacchi, Prova in linea Elite

#### Altri successi
- 2024 (Bepink - Bongioanni)

Campionati mondiali universitari, Prova in linea

### Pista
- 2020 (Juniores)

Campionati europei, Scratch Junior

## Piazzamenti

### Grandi Giri
- Giro d'Italia

2024: 90ª
- Vuelta a España

2024: 90ª

### Competizioni mondiali
- Campionati del mondo su strada

Yorkshire 2019 - Cronometro Junior: 23ª
Yorkshire 2019 - In linea Junior: 59ª
Wollongong 2022 - Cronometro Elite: 35ª
Wollongong 2022 - Cronometro Under-23: 7ª
Wollongong 2022 - In linea Elite: ritirata
Glasgow 2023 - Cronometro Elite: 38ª
Glasgow 2023 - In linea Elite: ritirata
Zurigo 2024 - Cronometro Elite: 33ª
Zurigo 2024 - In linea Elite: ritirata
- Giochi olimpici

Parigi 2024 - Cronometro: 25ª
Parigi 2024 - In linea: 71ª

### Competizioni europee
- Campionati europei su strada

Alkmaar 2019 - Cronometro Junior: 20ª
Alkmaar 2019 - In linea Junior: 37ª
Plouay 2020 - Cronometro Junior: 8ª
Plouay 2020 - In linea Junior: ritirata
Trento 2021 - Cronometro Under-23: 18ª
Trento 2021 - In linea Under-23: ritirata
Anadia 2022 - Cronometro Under-23: 15ª
Anadia 2022 - In linea Under-23: 34ª
Drenthe 2023 - Cronometro Under-23: 4ª
Drenthe 2023 - In linea Under-23: 57ª
- Campionati europei su pista

Fiorenzuola d'Arda 2020 - Inseguimento individuale Junior: 11ª
Fiorenzuola d'Arda 2020 - Scratch Junior: vincitrice
Fiorenzuola d'Arda 2020 - Corsa a eliminazione Junior: 7ª
Fiorenzuola d'Arda 2020 - Corsa a punti Junior: 9ª
Fiorenzuola d'Arda 2020 - Omnium Junior: 9ª
Apeldoorn 2021 - Scratch Under-23: 13ª
Apeldoorn 2021 - Omnium Under-23: 13ª
Apeldoorn 2021 - Americana Under-23: 11ª
Anadia 2022 - Inseguimento individuale Under-23: 17ª
Anadia 2022 - Corsa a punti Under-23: 11ª
Anadia 2022 - Omnium Under-23: 12ª
Anadia 2023 - Corsa a punti Under-23: 4ª